# الصعب بن مراثد
الصعب بن مراثد أو الصعب ذو القرنين أو الصعب ذو القرنين بن الحارث الرائش ذي مراثد بن عمرو الهمال اسمه كامل : الصعب ذو القرنين بن الحارث الرائش ذي مراثد بن عمرو الهمال ذي مناح بن عاد ذي شدد بن عامر بن الملطاط بن سكسك بن وائل بن حمير بن سبأ بن يشجب بن يعرب بن قحطان بن هود عليه السلام ابن عابر بن شالخ بن ارفخشد بن سام بن نوح عليه السلام
الملك العاشر لمملكة حمير جنوب الجزيرة العربية.
تقاليد الصعب مشتقة إلى حد كبير من تلك المتعلقة بالإسكندر الأكبر في تقليد قصة الإسكندر الرومانسية. وعلى هذا النحو، فقد حذا حذو الإسكندر في تعريفه بشخصية ذي القرنين المذكورة في القرآن من قبل بعض الكتاب، وأبرزهم ابن هشام.